# Высоцкий, Адам
А́дам Высо́цкий (пол. Adam Wysocki; 24 декабря 1974, Августов) — польский гребец-байдарочник, выступал за сборную Польши в середине 1990-х — конце 2000-х годов. Участник четырёх летних Олимпийских игр, двукратный чемпион мира, трёхкратный чемпион Европы, победитель многих регат национального и международного значения. Также известен как тренер по гребле на байдарках и каноэ.

## Биография
Адам Высоцкий родился 24 декабря 1974 года в городе Августове Подляского воеводства. Активно заниматься греблей начал в раннем детстве, проходил подготовку в местном спортивном клубе «Спарта».
Первого серьёзного успеха на взрослом международном уровне добился в 1994 году, когда попал в основной состав польской национальной сборной и побывал на чемпионате мира в Мехико, откуда привёз награды золотого и серебряного достоинства, выигранные в зачёте двухместных экипажей на дистанции 200 метров и в зачёте четырёхместных экипажей на дистанции 1000 метров соответственно. Год спустя на мировом первенстве в немецком Дуйсбурге взял бронзу в двойках на пятистах метрах и в четвёрках на тысяче метрах. Благодаря череде удачных выступлений удостоился права защищать честь страны на летних Олимпийских играх 1996 года в Атланте — в полукилометровой гонке двоек финишировал в финале пятым, тогда как в четвёрках на километре показал в решающем заезде четвёртый результат, немного не дотянув до призовых позиций.
В 1999 году на чемпионате мира в Милане Высоцкий четыре раза поднимался на пьедестал почёта: получил бронзу в двойках на двухстах метрах, золото в двойках на пятистах метрах, а также серебро в двойках на тысяче метрах и четвёрках на двухстах метрах. Будучи одним из лидеров гребной команды Польши, благополучно прошёл квалификацию на Олимпийские игры 2000 года в Сиднее — в двойках на дистанциях 500 и 1000 метров занял пятое и восьмое места соответственно.
На чемпионате мира 2002 года в испанской Севилье Высоцкий стал серебряным призёром в двойках на двухстах и пятистах метрах. В следующем сезоне на аналогичных соревнованиях в американском Гейнсвилле взял серебро в двухсотметровой гонке байдарок-двоек. Позже отправился представлять страну на Олимпийских играх 2004 года в Афинах — в двойках в паре с Мареком Твардовским финишировал на пятистах метрах четвёртым, остановившись в шаге от призовых позиций.
После афинской Олимпиады Адам Высоцкий остался в основном составе польской национальной сборной и продолжил принимать участие в крупнейших международных регатах. Так, в 2005 году он съездил на мировое первенство в хорватский Загреб, где стал призёром сразу в трёх разных дисциплинах: получил бронзу в двойках на двухстах метрах, серебро в двойках на пятистах метрах и ещё одну бронзу в четвёрках на тысяче метрах. Через год на чемпионате мира в венгерском Сегеде добавил в послужной список две серебряные и одну бронзовую медали. Затем в Дуйсбурге получил серебряную награду в гонке четырёхместных экипажей на дистанции 1000 метров. Как лидер гребной команды Польши выступал на Олимпийских играх 2008 года в Пекине — в двойках на пятистах метрах стал восьмым, тогда как в четвёрках на тысяче разместился в итоговом протоколе на шестой позиции. Вскоре по окончании пекинской Олимпиады принял решение завершить карьеру профессионального спортсмена, уступив место в сборной молодым польским гребцам.
Впоследствии перешёл на тренерскую работу, прошёл обучение в Кракове и стал квалифицированным тренером по гребле на байдарках и каноэ. Помимо спорта увлекается поэзией, регулярно получает награды различных поэтических конкурсов.